# Епархия Фор-Либерте
Епархия Фор-Либерте (лат. Dioecesis Castelli Libertatis) — епархия Римско-Католической церкви с центром в городе Фор-Либерте, Гаити. Епархия Фор-Либерте входит в митрополию Кап-Аитьена. Кафедральным собором епархии Фор-Либерте является церковь святого Иосифа в городе Фор-Либерте.

## История
31 января 1991 года Римский папа Иоанн Павел II издал буллу «Quandoquidem ubique», которой учредил епархию Фор-Либерте, выделив её из архиепархии Кап-Аитьена и епархии Энша.

## Ординарии епархии
- епископ Hubert Constant O.M.I.[1] (31.01.1991 — 5.11.2003), назначен архиепископом Кап-Аитьена;
- епископ Шибли Ланглуа (8.04.2004 — 15.08.2011), назначен епископом Ле-Ке;
- епископ Max Leroy Mésidor (9.06.2012 — 1.11.2013), назначен вспомогательным епископом Кап-Аитьена;
- епископ Quesnel Alphonse S.M.M. (с 25 октября 2014 года).